# Tập đoàn quân xe tăng 1 (Liên bang Nga)

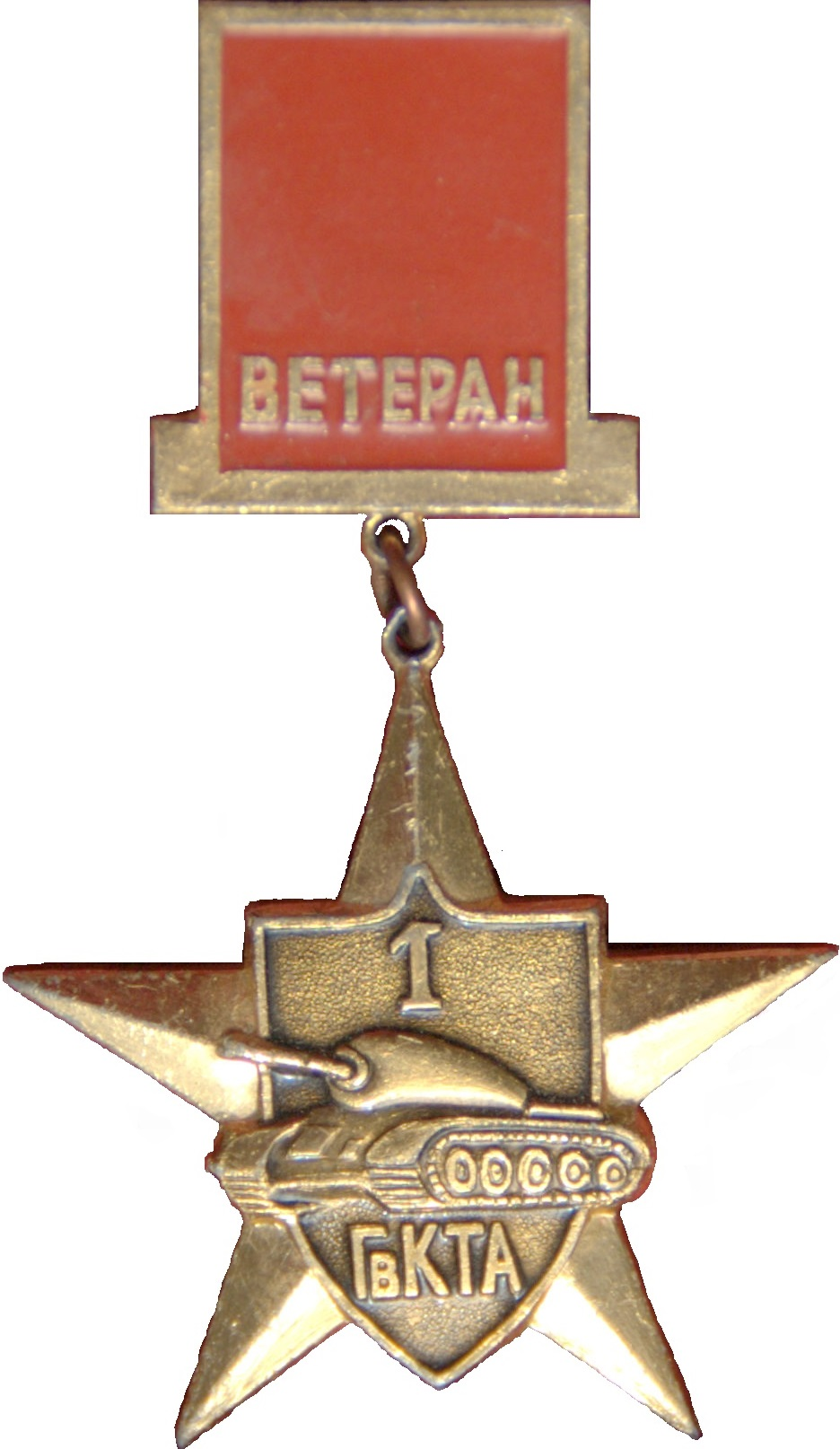
Huy hiệu ve áo trao cho các cựu binh Tập đoàn Xe tăng cận vệ 1

Tập đoàn quân xe tăng Cận vệ 1 Huân chương Cờ Đỏ là một đơn vị quân sự chiến lược cấp Tập đoàn quân của Lục quân Nga, hiện tại thuộc biên chế của Quân khu Moskva.
Tiền thân của đơn vị này là Tập đoàn quân xe tăng 1, được thành lập hai lần vào tháng 7 năm 1942 và vào tháng 1 năm 1943 và chuyển đổi thành Tập đoàn quân xe tăng Cận vệ 1 vào tháng 1 năm 1944. Tập đoàn quân đã chiến đấu như một phần của Hồng quân ở Mặt trận phía Đông trong Chiến tranh thế giới thứ hai. Tập đoàn quân được chỉ huy trong suốt cuộc chiến bởi Mikhail Katukov. Đợn vị đã tham gia phòng thủ trong Trận Stalingrad và Chiến dịch Sao Thiên Vương, cũng như Trận chiến Vòng cung Kursk, Chiến dịch Proskurov-Chernovtsy, Chiến dịch Lvov-Sandomierz, Chiến dịch Vistula-Oder và Trận Berlin. Sau chiến tranh, Tập đoàn quân đóng tại Đông Đức như một phần của Lực lượng Liên Xô tại Đức.
Sau khi Chiến tranh Lạnh kết thúc và các đơn vị Liên Xô tại Đức phải rút lui. Tập đoàn quân được chuyển đến Smolensk, giải tán vào năm 1999. Đơn vị được cải tổ vào năm 2014 như một phần trong kế hoạch mở rộng quân sự của Nga. Tập đoàn quân xe tăng số 1 cũng nhiều lần chuyển từ quân khu này sang quân khu khác, hiện tại thuộc Quân khu Moskva.

## Thành lập lần đầu tiên
Tập đoàn quân xe tăng 1 được thành lập lần đầu tiên trong Phương diện quân Stalingrad từ Tập đoàn quân 38 vào tháng 7 năm 1942, dưới sự chỉ huy của Thiếu tướng Kirill Moskalenko. Đơn vị này bị bao vây và tiêu diệt một phần, kết quả là bị giải tán vào tháng 8 năm 1942, sở chỉ huy của nó trở thành cơ quan đầu não của Phương diện quân Đông Nam.

## Thành lập lần thứ hai
Tập đoàn quân xe tăng 1 được thành lập lần thứ hai vào ngày 30 tháng 1 năm 1943 (Sắc lệnh số 46021) trên cơ sở Tập đoàn quân 29, dưới sự chỉ huy của tư lệnh binh chủng thiết giáp nổi tiếng, Trung tướng Lục quân Mikhail Katukov, được đích thân Stalin bổ nhiệm. Tập đoàn quân được điều động đến Phương diện quân Tây Bắc. Quân đoàn cơ giới 3 (sau này trở thành Quân đoàn cơ giới cận vệ 8) và Quân đoàn xe tăng 6 (sau này trở thành Quân đoàn xe tăng cận vệ 11) cùng thành lập và phục vụ trong biên chế Tập đoàn quân trong suốt cuộc chiến. Đơn vị nhanh chóng được chuyển đến Phương diện quân Voronezh để bảo vệ cánh phía nam của Kursk. Đơn vị đã được trao một Danh hiệu cận vệ và trở thành Tập đoàn quân xe tăng cận vệ 1 vào tháng 4 năm 1944, và Katukov được thăng cấp Thượng tướng.
Vào ngày 1 tháng 1 năm 1945, Biên chế của Tập đoàn quân gồm:
- Quân đoàn cơ giới cận vệ 8 (Thiếu tướng Ivan Dremov) (3 tháng 1 năm 1944 - 9 tháng 5 năm 1945)
  - Lữ đoàn cơ giới cận vệ 19
  - Lữ đoàn cơ giới cận vệ 20
  - Lữ đoàn cơ giới cận vệ 21
  - Lữ đoàn xe tăng cận vệ 1
  - Trung đoàn xe tăng độc lập cận vệ 48
  - Trung đoàn pháo tự hành cận vệ 353
  - Trung đoàn pháo tự hành cận vệ 400
  - Trung đoàn súng cối cận vệ 265 *
  - Tiểu đoàn súng cối cận vệ 405 *
  - Trung đoàn pháo phòng không cận vệ 358
  - Tiểu đoàn mô tô cận vệ 8
- Quân đoàn xe tăng cận vệ 11 (Đại tá Hamazasp Babadzhanian) (25 tháng 8 năm 1944 - 9 tháng 5 năm 1945)
  - Lữ đoàn xe tăng cận vệ 40
  - Lữ đoàn xe tăng cận vệ 44
  - Lữ đoàn xe tăng cận vệ 45
  - Lữ đoàn súng trường cơ giới cận vệ 27
  - Trung đoàn pháo tự hành hạng nặng cận vệ 399
  - Trung đoàn pháo tự hành cận vệ 362
  - Trung đoàn pháo tự hành 1454
  - Trung đoàn pháo binh hạng nhẹ 350
  - Trung đoàn súng cối cận vệ 270 *
  - Tiểu đoàn súng cối cận vệ số 53 *
  - Trung đoàn pháo phòng không 1018
  - Tiểu đoàn xe mô tô cận vệ 9
- Trực thuộc Tập đoàn quânː
  - Lữ đoàn xe tăng cận vệ 64
  - Trung đoàn xe tăng biệt động cận vệ 11
  - Lữ đoàn pháo tự hành hạng nhẹ 19
  - Lữ đoàn pháo binh hạng nhẹ 197
  - Trung đoàn súng cối cận vệ 79 *
  - Lữ đoàn công binh cơ giới 17
  - Trung đoàn không quân liên lạc cận vệ số 191
  - Trung đoàn xe máy 6
  - Trung đoàn xe máy cận vệ 12
- * Trung đoàn súng cối cận vệ (hoặc Tiểu đoàn) (tiếng Nga: гвардейский минометный полк (дивизион)) là tên gọi công khai được sử dụng cho các đơn vị phóng pháo phản lực Katyusha.  Đơn vị tham gia vào Trận Kursk, Chiến dịch Proskurov-Chernovtsy, Chiến dịch Lvov-Sandomierz, Chiến dịch Vistula-Oder và Trận Berlin.  Tập đoàn quân xe tăng cận vệ 1 đã được trao tặng Huân chương Cờ đỏ sau chiến tranh, và trở thành một phần của lực lượng chiếm đóng của Liên Xô tại Đức, được gọi là Nhóm lực lượng Liên Xô tại Đức, có trụ sở chính tại Dresden. Năm 1968, Đơn vị cùng với Sư đoàn xe tăng cận vệ 11 và Sư đoàn súng trường cận vệ 20 tham gia cuộc xâm lược của Liên Xô vào Tiệp Khắc, nhưng sau đó ngay lập tức quay trở lại các đơn vị đồn trú của mình.[3] Vào cuối những năm 1980, Tập đoàn quân bao gồm Sư đoàn súng trường cơ giới cận vệ 20, Sư đoàn xe tăng 9 và Sư đoàn xe tăng cận vệ 11. Bộ chỉ huy được rút về Smolensk, trong Quân khu Mátxcơvavào đầu những năm 1990, và mất danh hiệu 'Xe tăng' vào năm 1995. Trong thời kỳ cuối cùng trong Quân đội Nga, nó bao gồm Sư đoàn xe tăng Cận vệ 4 'Kantemir' và Sư đoàn súng trường cơ giới số 144 (đã được rút khỏi Tallinn ở Estonia). Đơn vị được giải tán vào năm 1998.

### Cấu trúc năm 1988
Thành phần của Tập quân đội năm 1988 là (với trang bị chính), với các tiêu đề được in nghiêng:
- Trụ sở Tập đoàn quânː Dresden
  - Tiểu đoàn bảo vệ và an ninh độc lập 234, Dresden
- Trung đoàn liên lạc cận vệ độc lập 3 Carpathian, Dresden
- Trung đoàn kỹ thuật vô tuyến độc lập 253, Merseburg
- Tiểu đoàn kỹ thuật vô tuyến độc lập 51, Dresden
- Tiểu đoàn tác chiến điện tử độc lập 106, Dresden
- Tiểu đoàn thông tin tình báo độc lập 595, Chemnitz (K-611)
- Tiểu đoàn Nhảy dù Biệt động số 6, Dresden
- Lữ đoàn Tháo binh 308, Zeithain (2c5 Hyacinth)
- Đơn vị Cảnh vệ Cờ đỏ số Lệnh treo Cờ đỏ 181 Novozybkovskaya -Suvorov và Lữ đoàn tên lửa Alexander Nevsky, Kokhstadt
- Lữ đoàn Tên lửa 432, Wurzen
- Lữ đoàn Tên lửa phòng không 53, Altenburg
- Tiểu đoàn Kỹ thuật độc lập 443, Dresden
- Trung đoàn cầu phao số 68, Dresden
- Lữ đoàn hỗ trợ 41, Dresden
  - Tiểu đoàn sửa chữa và phục hồi độc lập 303, Dresden
  - Tiểu đoàn sửa chữa và phục hồi độc lập 338, Dresden
- Trung đoàn trực thăng tấn công độc lập 225, Allstedt (Mil Mi-24)
- Trung đoàn trực thăng tấn công biệt kích 485, Brandis (Mil Mi-24)
- Phi đội Trực thăng Vận tải độc lập số 6, Klotzsche (Mil Mi-8)
- Sư đoàn Xe tăng Cờ đỏ Cận vệ 9 Bobruisk-Berlin, Riesa
- Sư đoàn Xe tăng Cận vệ 11 Berlin-Carpathian, Dresden
- Sư đoàn súng trường cơ giới Cờ đỏ Cận vệ 20 Taganrog Suvorov, Grimma

## Tái thành lập
Sau 15 năm, Tập đoàn quân được tái tổ chức vào tháng 11 năm 2014.
Đơn vị được thành lập như là đội hình cơ động và dự bị của Quân khu phía Tây cùng với Tập đoàn quân Binh chủng hợp thành 6 (trụ sở tại Saint Petersburg) và Tập đoàn Binh chủng hợp thành 20 (trụ sở tại Voronezh). Đây được coi là đơn vị tinh nhuệ của Lục quân Nga. Tập đoàn quân đội mang truyền thống của đơn vị đầu tiên mang Danh hiệu 'Cận vệ'. Hơn nữa, Lực lượng còn có Sư đoàn Súng trường cơ giới 2 và Sư đoàn xe tăng cận vệ 4, được coi là các đơn vị tinh nhuệ trong chiến tranh. Các sư đoàn được trang trí tốt nhất của Quân đội Liên Xô, được đồn trú gần Moscow nhất. Do gần với thủ đô nên việc giám sát kỹ lưỡng hơn đã được áp dụng đối với lực lượng của những đơn vị này. Hơn nữa, các đơn vị này nhận được trang thiết bị mới nhất và do đó được gọi là các sư đoàn 'hộ gia đình' của Quân đội Liên Xô. Lòng trung thành của họ đối với chính phủ đã được thể hiện qua việc họ tham gia vào Cuộc đảo chính Xô viết năm 1991. Các sư đoàn vẫn giữ được trạng thái tinh nhuệ trong Quân đội Nga.
Hiện nay Tập đoàn quân bao gồm:
- Ban chỉ huy
- Lữ đoàn chỉ huy 60
- Sư đoàn xe tăng Cận vệ 4 "Kantemirovsky"
- Sư đoàn xe tăng 47
- Sư đoàn bộ binh Cận vệ 2 "Tamansky"
- Lữ đoàn bộ binh độc lập 27 "Sevastopol"
- Lữ đoàn tên lửa Cận vệ 112 "'Novorossiysk"
- Lữ đoàn pháo binh 288 "Varsava"
- Lữ đoàn tên lửa phòng không 49
- Lữ đoàn trinh sát độc lập 96
- Trung đoàn kỹ thuật (trong Biên chế đến cuối năm 2018)[8][9]
- Trung đoàn Phòng thủ NBC Đôc lập 20
- Lữ đoàn Hậu cần Độc lập 69

## Danh sách các tư lệnh
1. Mikhail Yefimovich Katukov – Thượng tướng Cận vệ[10], 1943–1947
2. Yeftikhin Emelyanovich Belov – Trung tướng Cận vệ, 1947–1951
3. Pyotr Dmitrievich Govorunenkov – Trung tướng Cận vệ, 1951–1953
4. Ivan Ignatyevich Yakubovsky – Trung tướng Cận vệ, 1953–1957
5. Vladimir Fyodorovich Tolubko – Thiếu tướng Cận vệ, 1957–1958
6. Vladimir Dmitriyevich Ukhov – Thiếu tướng Cận vệ, 1958–1961
7. Yevgeny Filippovich Ivanovsky –Thiếu tướng Cận vệ, 1961–1964
8. Konstantin Grigoryevich Kotsasnov – Trung tướng Cận vệ, 1964–1968
9. Ivan Aleksandrovich Gerasimov – Trung tướng Cận vệ, 1968–1971
10. Pyotr Georgyevich Lushev – Trung tướng Cận vệ, 1971–1973
11. Boris Vasilyevich Snetkov – Trung tướng Cận vệ, 1973–1975
12. Nikolay Ivanovich Popov – Trung tướng Cận vệ, 1975–1979
13. Roman Mikhailovich Sovotskin – Trung tướng Cận vệ, 1979–1981
14. Vladimir Vasilyevich Osipov – Trung tướng Cận vệ, 1981–1983
15. Boris Pertovich Shein – Trung tướng Cận vệ, 1983–1986
16. Anatoli Kupyanovich Tchernitsov – Trung tướng Cận vệ, 1986–1990
17. Gennadi Andreyevich Kolchkin – Trung tướng Cận vệ, 1990–1992
18. Leonti Pavlovich Shevtsov – Trung tướng Cận vệ, 1992–1993
19. Vasily Petrovich Sosyedov – Trung tướng Cận vệ, 1993–1995
20. Viktor Mikhailovich Roshchin – Trung tướng Cận vệ, 1995–1999
21. đơn vị giải thể (1999–2014)
22. Aleksandr Yurevich Chayko – Trung tướng Cận vệ, 2014–2017
23. Alexey Yuryevich Avdeev, 2017-2018
24. Sergey Aleksandrovich Kisel - Trung tướng Cận vệ, 2018-Nay